# Göteborgs LNG-terminal
Göteborgs LNG-terminal är en bunkringsanläggning för flytande naturgas (LNG) för fartyg i Göteborgs hamn. 
Göteborgs LNG-terminal kom i drift för bunkring av gas till fartyg vid kaj 2018. Den ligger i Skarvikshamnen, som är en del av Energihamnen. Den flytande gasen levereras till en lossningsstation i hamnen med lastbil, varefter den skickas i en 450 meter lång vacuumisolerad kryogen rörledning till kaj.
Terminalen ägs av Swedegas, men den är inte ansluten till det västsvenska stamnätet för naturgas, som Swedegas också äger och driver. Ett sådant projekt har projekterats, men Sveriges regering beslöt 2019 att ej ge tillstånd till Swedegas att ansluta terminalen till det fasta nätet.